# Холл, Ханна
Ханна Роуз Холл (англ. Hanna Rose Hall; род. 9 июля 1984, Денвер, Колорадо, США) — американская актриса и театральный режиссёр, дебютировавшая в 1994 году. Лауреат премии «Молодой актёр» за роль юной Дженни в фильме «Форрест Гамп». Также известна работами в кинокартинах «Девственницы-самоубийцы» и «Хэллоуин 2007».

## Биография
Ханна Р. Холл родилась в Денвере, Колорадо. В Колорадо актриса провела всё детство. Когда ей было 7 лет, она прошла кастинг на роль юной Дженни в картине режиссёра Роберта Земекиса «Форрест Гамп». Фильм получил широкую известность и множество наград. Сама Холл удостоилась премии «Молодой актёр» в категории «Лучшая работа в кинофильме — актриса до десяти лет». Почти два десятилетия спустя Холл сказала, что люди все ещё узнают её на улицах и просят повторить её знаменитую фразу из фильма «Беги, Форрест, беги!»
В 1996 году Холл сыграла одну из ведущих ролей в телефильме «Возвращение». В 1999 году актриса исполнила роль Сесилии Лисбон в кинокартине «Девственницы-самоубийцы». Изначально она была проходила отбор на роль сестры Сесилии Люкс, однако позднее создатели посчитали её слишком юной и отдали эту роль Кирстен Данст.
В 18-летнем возрасте актриса переехала на Гавайи для учёбы. После этого она год жила в Лос-Анджелесе и год в Ванкувере. В 2007 году она появилась в биографическом фильме о Ниле Кэссиди. Тогда же она исполнила роль Джудит Майерс, сестры вымышленного убийцы Майкла Майерса, в фильме ужасов «Хэллоуин 2007», ремейке одноимённого фильма 1978 года. В оригинальной картине роль Джудит сыграла Сэнди Джонсон, однако Холл отметила в интервью, что в ремейке персонажу уделяется больше значения и экранного времени.
С 2012 года Холл работает театральным режиссёром в Лос-Анджелесе в театре Electric Lodge Theater.

## Фильмография
| Год  |    | Русское название          | Оригинальное название          | Роль             |
| ---- | -- | ------------------------- | ------------------------------ | ---------------- |
| 1994 | ф  | Форрест Гамп              | Forrest Gump                   | маленькая Дженни |
| 1995 | ф  | Златовласка и три меведя  | Goldilocks and the Three Bears | Златовласка      |
| 1996 | тф | Возвращение               | Homecoming                     | Мэйбет           |
| 1996 | тф | Её отчаянный выбор        | Her Desperate Choice           | Саманта          |
| 1999 | ф  | Девственницы-самоубийцы   | The Virgin Suicides            | Сесилия Лисбон   |
| 2001 | тф | Эми и Изабель             | Amy & Isabelle                 | Эми              |
| 2006 | с  | Переговорщики             | Standoff                       | Роуз Андерс      |
| 2007 | ф  | Хэллоуин 2007             | Halloween                      | Джудит Майерс    |
| 2007 | ф  | Нил Кэссиди               | Neal Cassady                   | Софи Блум        |
| 2008 | ф  | Послание смерти           | Text                           | Сара             |
| 2009 | ф  | Американский первоцвет    | American Cowslip               | Джорджия         |
| 2010 | ф  | Свободное радио Альбемута | Radio Free Albemuth            | Вивьен Каплан    |
| 2010 | ф  | Ускользающее счастье      | Happiness Runs                 | Бекки            |
| 2011 | ф  | Разносторонний            | Scalene                        | Пэйдж            |
| 2012 | ф  | Видимые шрамы             | Visible Scars                  | Бекки            |
| 2012 | с  | Мыслить как преступник    | Criminal Minds                 | Конни Фостер     |
| 2015 | с  | Мастера секса             | Masters of Sex                 | Линда            |